# Bordères-et-Lamensans
Bordères-et-Lamensans település Franciaországban, Landes megyében. Lakosainak száma 372 fő (2022. január 1.). Bordères-et-Lamensans Castandet, Cazères-sur-l’Adour, Grenade-sur-l’Adour, Larrivière-Saint-Savin és Renung községekkel határos.

## Népesség
A település népességének változása:
| Lakosok száma | 351  | 291  | 331  | 342  | 347  | 351  | 369  | 394  | 397  | 372  |
|               | 1968 | 1982 | 1990 | 2006 | 2013 | 2015 | 2017 | 2019 | 2020 | 2022 |